# Staryna (rejon orszański)
Staryna (biał. Старына; ros. Старина, Starina) – wieś na Białorusi, w obwodzie witebskim, w rejonie orszańskim, w sielsowiecie Arechausk, przy drodze republikańskiej R109.

## Warunki naturalne
Wieś położona jest przy dużym kompleksie lasów i mokradeł. Na północny wschód od niej położony jest Babinawicki Rezerwat Krajobrazowy.